# Emory University
Emory University er et anset, privat universitet beliggende i Atlanta, Georgia, USA. 
Universitetet blev grundlagt i 1836. Newsweek udpegede Emory University som et af 25 "New Ivies" i 2006.

## Fakulteter
- Emory College of Arts and Sciences
- Oxford College
- Goizueta Business School
- Laney Graduate School
- Emory University School of Law
- Emory University School of Medicine
- Nell Hodgson Woodruff School of Nursing
- Rollins School of Public Health
- Candler School of Theology